# ویلدوود کرست، نیوجرسی
ویلدوود کرست (به انگلیسی: Wildwood Crest) شهری در ایالت نیوجرسی کشور ایالات متحده آمریکا است که جمعیت آن در سرشماری سال ۲۰۱۰ میلادی، ۳٬۲۷۰ نفر بوده‌است.